# (12318) Kästner
(12318) Kastner, désignation internationale (12318) Kästner, est un astéroïde de la ceinture principale.

## Description
(12318) Kastner est un astéroïde de la ceinture principale. Il fut découvert le 30 avril 1992 à Tautenburg par Freimut Börngen. Il présente une orbite caractérisée par un demi-grand axe de 3,00 UA, une excentricité de 0,21 et une inclinaison de 12,3° par rapport à l'écliptique.

## Compléments